# Mabopane
Mabopane este un oraș din Africa de Sud.